# Incontinência mista
Incontinência mista é um problema de saúde causado pela ocorrência simultânea de bexiga hipera(c)tiva e de incontinência de esforço e que provoca a perda involuntária de urina
Quanto uma abordagem científica e terapêutica da incontinência mista é importante lembrar que a incontinência de urgência e a incontinência de esforço devem ser tratadas como entidades separadas. Não devem ser misturadas pois são processos diferentes em seu estágios e evolução

## Incidência
Segundo estimativas, entre 33% e 55% das mulheres que são incontinentes sofrem deste tipo particular de incontinência[carece de fontes?].

## Tratamento
O tratamento da incontinência mista pode incluir exercícios para fortalecer os músculos do períneo, eletroestimulação, biofeedback e medicamentos, ou intervenções cirúrgicas na bexiga, uretra ou na musculatura do períneo.